# Синицына, Ольга Владимировна
Ольга Владимировна Сини́цына (род. 25 июня 1940) — советская и российская певица (лирико-колоратурное сопрано), народная артистка РСФСР.

## Биография
Ольга Владимировна Синицына с отличием окончила Ленинградскую консерваторию им. Н. А. Римского-Корсакова (класс Т. А. Докукиной, камерный класс Т. С. Салтыковой)
Выступала с Красноярским камерным оркестром. Исполняла классический русский романс, народные песни разных стран, вокальную музыку итальянских мастеров, произведения И. Стравинского, А. Онеггера, Г. Малера, арии стиля бельканто, сочинения современных композиторов.
Преподавала в Дальневосточном институте искусств и работала в Приморской филармонии (Владивосток). После получения права на сольные концерты работала в Росконцерте и Союзконцерте, гастролировала по многим республикам СССР: выступала в Латвии, Литве, Белоруссии, Украине, Узбекистане, Казахстане. С 1983 года сотрудничала с рижским органистом Ольгертсом Цинтиньшом, выступала с ним в органных залах Риги, Минска, Киева, Челябинска, Омска, Томска, Новосибирска, Красноярска.
В 1985 фирма «Мелодия» записала в зале Ленинградской капеллы пластинку русских романсов первой половины XIX века в её исполнении. В октябре 1987 года стала солисткой Красноярской государственной филармонии, оставаясь в гастрольных планах Росконцерта и Союзконцерта. В Красноярске по приглашению И. В. Шпиллера спела партию сопрано в 4-й симфонии Густава Малера, гастролировала с оркестром по городам России, а также пела с оркестром в различных программах. В рамках международного фестиваля состоялось исполнение симфонии с вокалом «День Поэзии» В. Пороцкого, а также его кантаты «Gloria vitae» на стихи поэтов Испанского Возрождения.
В 1990 году записала пластинку «Сонеты тёмной любви», в которую вошли «Шесть сонетов Федерико Гарсиа Лорки» В. Пороцкого для сопрано, скрипки и фортепиано и 10 испанских песен в обработке Ф. Г. Лорки в содружестве с Михаилом Бенюмовым и Ларисой Маркосьян. В 1991 году Красноярскими филиалом Свердловской киностудии (В. Кузнецов) был снят кинофильм из двух частей «Поёт Ольга Синицына». Сотрудничала с камерным оркестром под руководством Александра Ривкина, с камерным оркестром Михаила Бенюмова, а также с органистами Александром Гориным и Людмилой Камелиной, с которыми помимо Красноярска были концерты в городах Урала и Сибири. Работала с филармоническим русским оркестром под руководством Анатолия Бардина, с которым осуществлены программы по произведениям Г. В. Свиридова, а также мировая премьера цикла для сопрано и русского оркестра В. Пороцкого «Пять стихотворений Анны Ахматовой». В Красноярске участвовала в больших гала-концертах, в праздничных и иных мероприятиях. Гастролировала с концертами по всему Красноярскому краю — от Диксона, Норильска до Абакана, Ачинска, Назарово, Шушенского.
С 1997 года преподавала в Московском музыкальном институте им. Шнитке.
В настоящее время живёт в Германии с мужем.

## Личная жизнь
- Муж — композитор Владимир Яковлевич Пороцкий (род. 1944), заслуженный деятель искусств России[3].

## Награды и премии
- Заслуженная артистка РСФСР (13.11.1981)[4].
- Народная артистка РСФСР (1987).